# 2008년 동아시아 여자 축구 선수권 대회 선수 명단
다음은 2008년 동아시아 여자 축구 선수권 대회에 참가한 선수 명단이다. 모든 선수들은 2명의 골키퍼를 포함한 23명의 선수 명단을 제출해야 했다.

## 중화인민공화국
감독:  상루이화

## 조선민주주의인민공화국
감독:  김광민

## 일본
감독:  사사키 노리오

## 대한민국
감독:  안익수
선수:
위치	번호	이름	생년월일	키	몸무게	소속
- GK	1	김정미	84.10.16	178cm	64kg	INI스틸
- DF	2	이진화	86.10.10	162cm	54kg	영진전문대
- DF	3	김숙경	83.05.15	170cm	62kg	INI스틸
- DF	4	이신정	83.04.06	174cm	65kg	대교
- DF	5	홍경숙	84.10.14	171cm	66kg	서울시청
- MF	6	진숙희	78.07.09	164cm	57kg	INI스틸
- MF	7	송주희	77.10.30	165cm	58kg	INI스틸
- FW	8	박은정	86.11.04	170cm	63kg	여주대
- FW	9	한송이	85.06.11	169cm	60kg	여주대
- FW	10	박희영	85.06.11	164cm	57kg	영진전문대
- MF	11	이지은	79.12.16	160cm	60kg	INI스틸
- MF	12	정정숙	82.08.05	153cm	50kg	대교
- DF	13	류지은	83.03.27	160cm	53kg	대교
- MF	14	한진숙	79.12.05	168cm	58kg	INI스틸
- MF	15	신순남	81.05.30	161cm	54kg	INI스틸
- FW	16	박은선	86.12.25	179cm	74kg	서울시청
- DF	17	김결실	82.04.13	168cm	55kg	INI스틸
- GK	18	김미정	78.05.25	172cm	57kg	서울시청
- MF	19	차연희	86.02.26	167cm	58kg	여주대
- DF	20	유영실	75.05.01	171cm	58kg	INI스틸